# Liste der Biografien/Schuc
Liste der Biografien |
Portal Biografien |
Personensuche
# |
A |
B |
C |
D |
E |
F |
G |
H |
I |
J |
K |
L |
M |
N |
O |
P |
Q |
R |
S |
T |
U |
V |
W |
X |
Y |
Z |
?
 
Sa |
Sb |
Sc |
Sd |
Se |
Sf |
Sg |
Sh |
Si |
Sj |
Sk |
Sl |
Sm |
Sn |
So |
Sp |
Sq |
Sr |
Ss |
St |
Su |
Sv |
Sw |
Sy |
Sz
 
Sca–Sce |
Sch |
Sci–Scz
 
Scha |
Schc |
Schd |
Sche |
Schg |
Schi |
Schj |
Schk |
Schl |
Schm |
Schn |
Scho |
Schp |
Schr |
Schs |
Scht |
Schu |
Schv |
Schw |
Schy
 
Schua |
Schub |
Schuc |
Schud |
Schue |
Schuf |
Schug |
Schuh |
Schui |
Schuk |
Schul |
Schum |
Schun |
Schuo |
Schup |
Schuq |
Schur |
Schus |
Schut |
Schuu |
Schuv |
Schuw |
Schuy |
Schuz
Die Liste der Biografien führt alle Personen auf, die in der deutschsprachigen Wikipedia einen Artikel haben. Dieses ist eine Teilliste mit 151 Einträgen von Personen, deren Namen mit den Buchstaben „Schuc“ beginnt.

## Schuc

### Schuch
- Schuch, Adolf Gregor Franz (1792–1880), polnischer Architekt
- Schuch, Albrecht (* 1985), deutscher SchauspielerAlbrecht Schuch (* 1985)

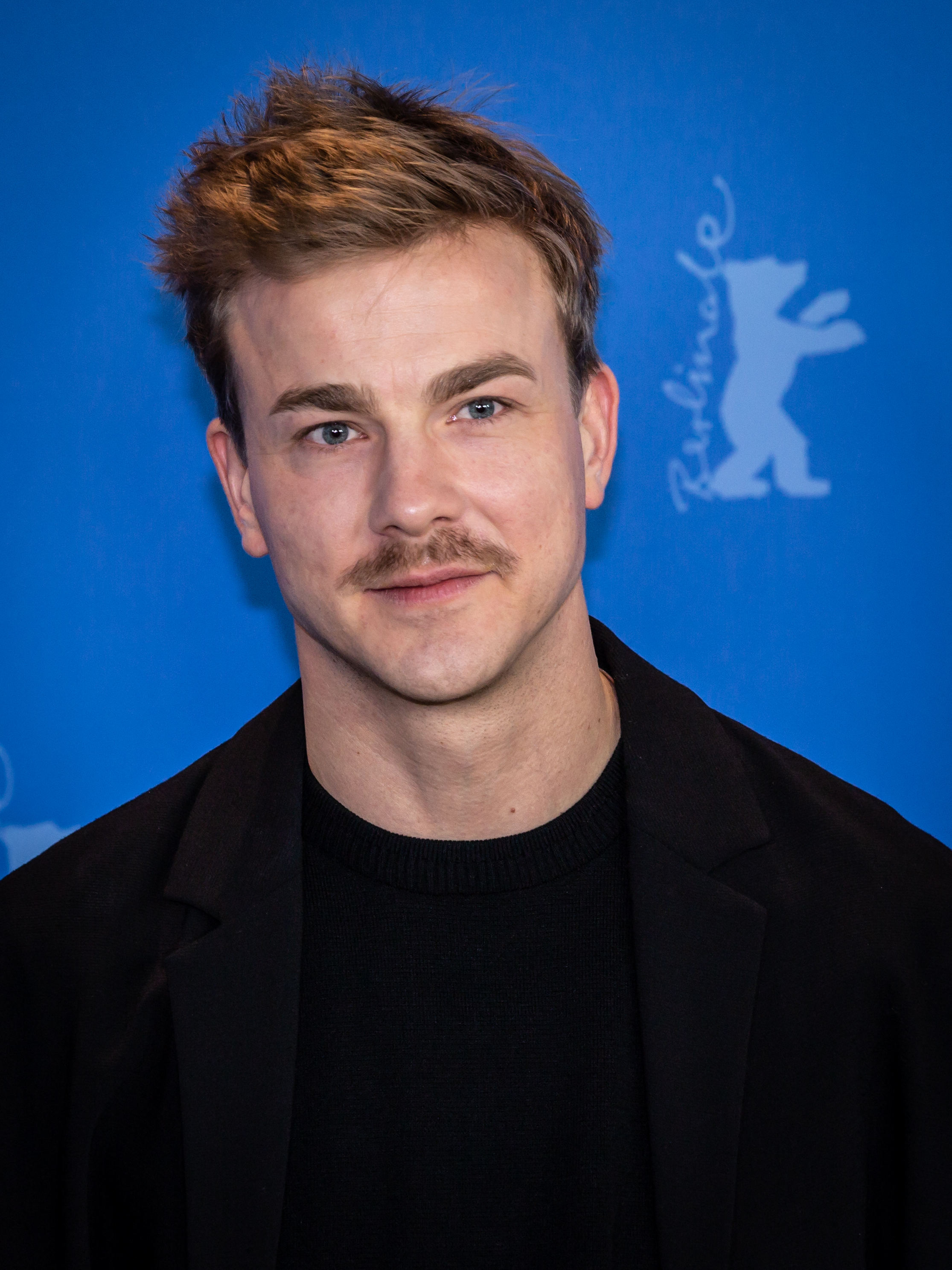
Albrecht Schuch (* 1985)

- Schuch, Alina (* 1999), ukrainische Siebenkämpferin
- Schuch, Benjamin (* 2006), österreichischer Basketballspieler
- Schuch, Carl (1846–1903), österreichischer Maler
- Schuch, Caroline (1739–1787), deutsche Schauspielerin und Theaterdirektorin
- Schuch, Christian Theophil (1803–1857), deutscher Gymnasiallehrer
- Schuch, Clara (1879–1936), deutsche Politikerin (SPD), MdR
- Schuch, Clementine von (1921–2014), deutsche Konzert- und Opernsängerin (Sopran)
- Schuch, Dieter (* 1953), deutscher Chemiker
- Schuch, Elke (* 1974), deutsche Drehbuchautorin
- Schuch, Ernst von (1846–1914), österreichisch-sächsischer Dirigent
- Schuch, Franz der Ältere († 1763), deutscher Schauspieler österreichischer Herkunft
- Schuch, Franz der Jüngere (1741–1771), deutscher Schauspieler und Theaterdirektor
- Schuch, Hans von (1886–1963), deutscher Violoncellist und Musikpädagoge
- Schuch, Heike (* 1983), deutsche Musikerin, Schauspielerin und Model
- Schuch, Herbert (* 1979), rumänisch-deutscher Pianist
- Schuch, Irene (1935–2023), deutsche Diskuswerferin
- Schuch, Johann Christian (1752–1813), Gartengestalter, Hofgärtner
- Schuch, Karoline (* 1981), deutsche SchauspielerinKaroline Schuch (* 1981)

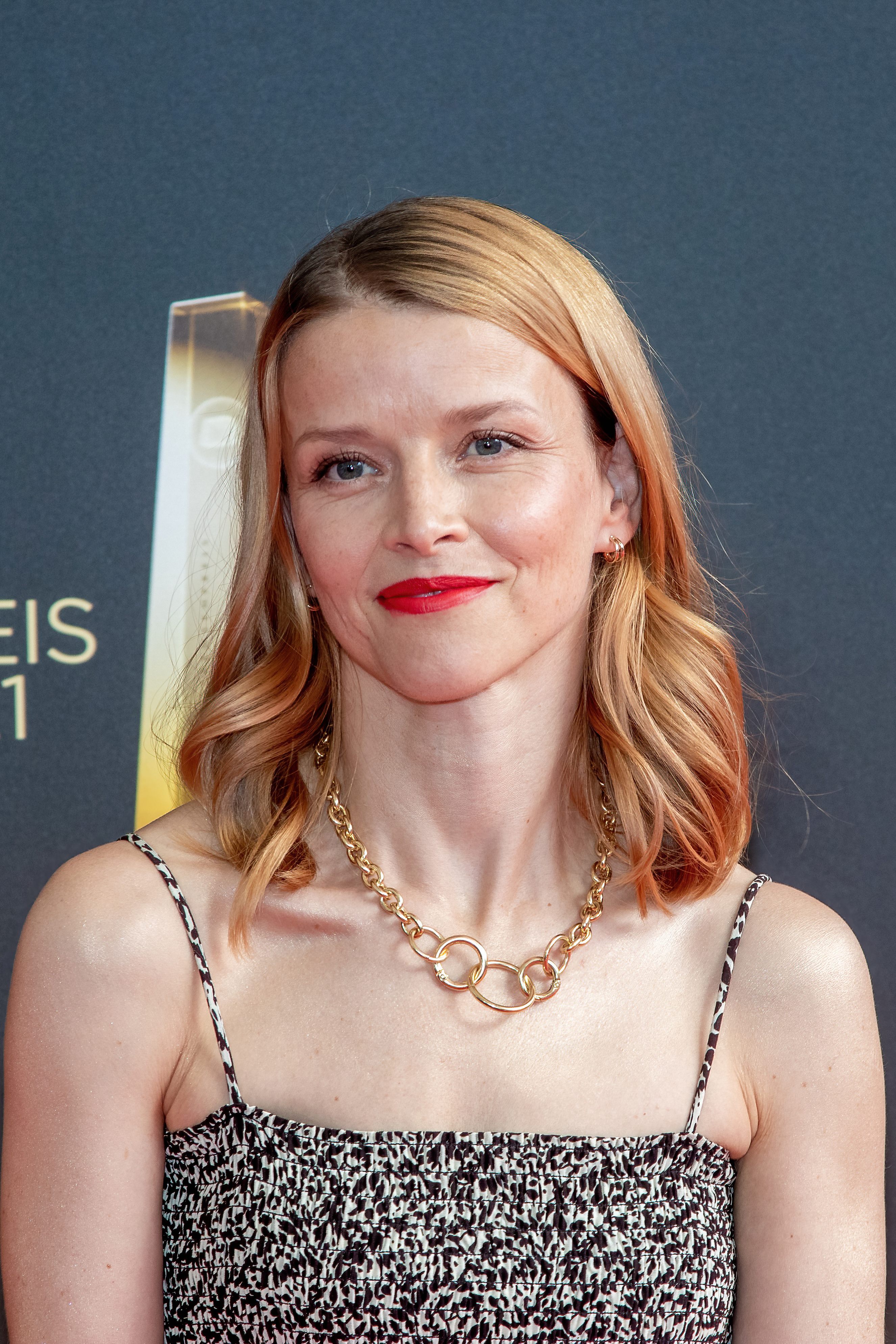
Karoline Schuch (* 1981)

- Schuch, Ludwig (1885–1939), deutscher Varietédirektor
- Schuch, Peter (1925–2002), deutscher Theaterschauspieler am Deutschen Staatstheater Temeswar (DSTT)
- Schuch, Reinhard (* 1950), deutscher Fußballspieler
- Schuch, Renato (* 1980), deutsch-brasilianischer Schauspieler
- Schüch, Rochus (1788–1844), österreichischer Mathematiker, Naturwissenschaftler, Mineraloge und Bibliothekar
- Schuch, Rudolf (1902–1967), deutscher Dentist und Widerstandskämpfer gegen den Nationalsozialismus
- Schuch, Siegfried (* 1956), deutscher Naturschützer
- Schuch, Thomas (* 1959), deutscher Schauspieler und Kabarettist
- Schuch, Thomas (* 1992), deutscher Pianist
- Schuch, Timuzsin (* 1985), ungarischer Handballspieler
- Schuch, Werner (1843–1918), deutscher Architekt, Hochschullehrer und Maler
- Schüch, Wilhelm (1824–1908), österreichischer Naturwissenschaftler und der bedeutendste Ingenieur des 2. Brasilianischen Kaiserreiches
- Schuch-Ganzel, Liesel (1891–1990), deutsche Opernsängerin (Koloratursopranistin)
- Schuch-Gubik, Lisa (* 1994), österreichische Moderatorin und Politikerin (FPÖ), Abgeordnete zum Nationalrat
- Schuch-Proska, Clementine von (1850–1932), deutsche Koloratursopranistin
- Schuch-Schmidt, Käthe von (1885–1973), deutsche Sopranistin
- Schuchajew, Wassili Iwanowitsch (1887–1973), russischer Maler
- Schuchard, Christiane (* 1955), deutsche Historikerin und Archivarin
- Schuchard, Felix (1865–1944), deutscher Maler
- Schuchard, Heinrich (1813–1895), deutscher Unternehmer
- Schuchard, Hermann (1868–1923), deutscher evangelischer Theologe
- Schuchard, Hugo (1825–1886), deutscher Kaufmann und Unternehmer
- Schuchard, Johannes (1782–1855), deutscher Fabrikant, Kaufmann und Politiker
- Schuchard, Wilhelm (1819–1891), Landtagsabgeordneter Großherzogtum Hessen
- Schuchardt, Albert (1855–1928), bayerischer Generalleutnant
- Schuchardt, Bastian (* 1957), deutscher Biologe
- Schuchardt, Bernhard (1823–1911), deutscher Mediziner und Ministerialbeamter
- Schuchardt, Brigitte (* 1955), deutsche Schwimmerin
- Schuchardt, Christian (* 1969), deutscher Kommunalpolitiker (CDU) und Oberbürgermeister von Würzburg
- Schuchardt, Dagmar (* 1941), deutsche Juristin, Präsidentin des Landgerichts Nürnberg-Fürth, Verfassungsrichterin
- Schuchardt, Dietrich (* 1945), deutscher Maler des Surrealismus
- Schuchardt, Edmund (1889–1972), deutscher Architekt und Innenarchitekt
- Schuchardt, Erika (* 1940), deutsche Politikerin (CDU), MdB und Hochschullehrer, Professorin für Bildungsforschung und ErwachsenenbildungErika Schuchardt (* 1940)

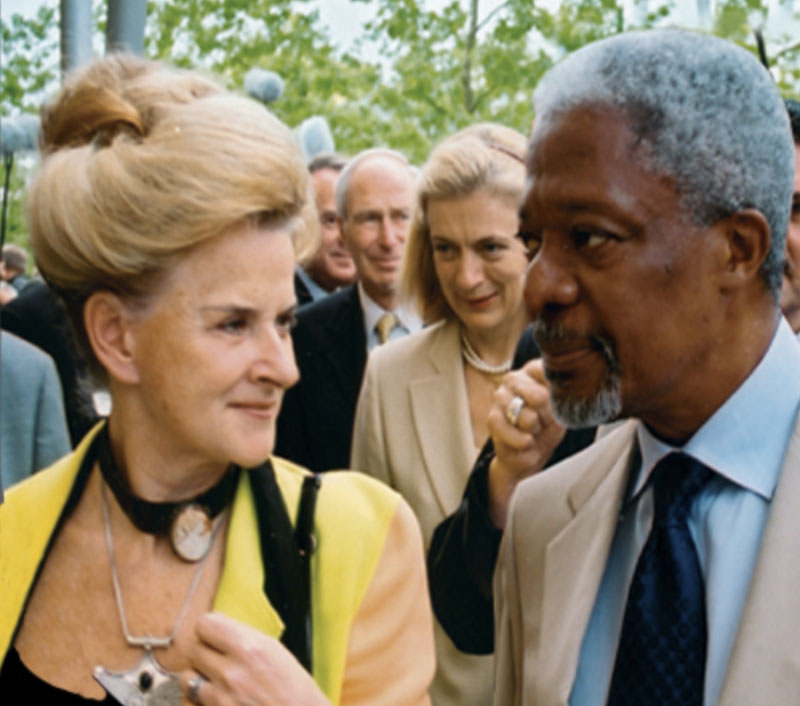
Erika Schuchardt (* 1940)

- Schuchardt, Fedor (1848–1913), deutscher Psychiater
- Schuchardt, Gerd (* 1942), deutscher Politiker (SPD), MdL
- Schuchardt, Helga (* 1939), deutsche Politikerin (FDP, parteilos), MdB
- Schuchardt, Hugo (1842–1927), deutsch-österreichischer Linguist
- Schuchardt, Johann Christian (1799–1870), Jurist, Zeichner, Kunsthistoriker und Kunstschriftsteller
- Schuchardt, Karl (1901–1985), deutscher Mund-, Kiefer- und Gesichtschirurg und Hochschullehrer
- Schuchardt, Karl August (1856–1901), deutscher Chirurg
- Schuchardt, Karl David (1717–1781), evangelischer Theologe
- Schuchardt, Ottomar (1856–1939), deutscher Botaniker, Bibliothekar und Publizist
- Schuchardt, Sven (* 1972), deutscher Fußballspieler und -trainer
- Schuchardt, Theodor (1829–1892), deutscher Unternehmer, Pharmazeut, Botaniker und Mineralienhändler
- Schuchart, Alfred (* 1935), deutscher Theologe
- Schuchart, Karl (1806–1869), Revolutionär 1848/49
- Schuchart, Siegfried (1915–1992), deutscher SS-Obersturmführer und Angehöriger des Einsatzkommandos 10b
- Schuchert, August (1900–1962), deutscher katholischer Theologe und Archäologe
- Schuchert, Charles (1858–1942), US-amerikanischer Paläontologe
- Schuchewytsch, Jurij (1933–2022), sowjetischer Dissident und ukrainischer Politiker
- Schuchewytsch, Roman (1907–1950), ukrainischer Offizier und PolitikerRoman Schuchewytsch (1907–1950)

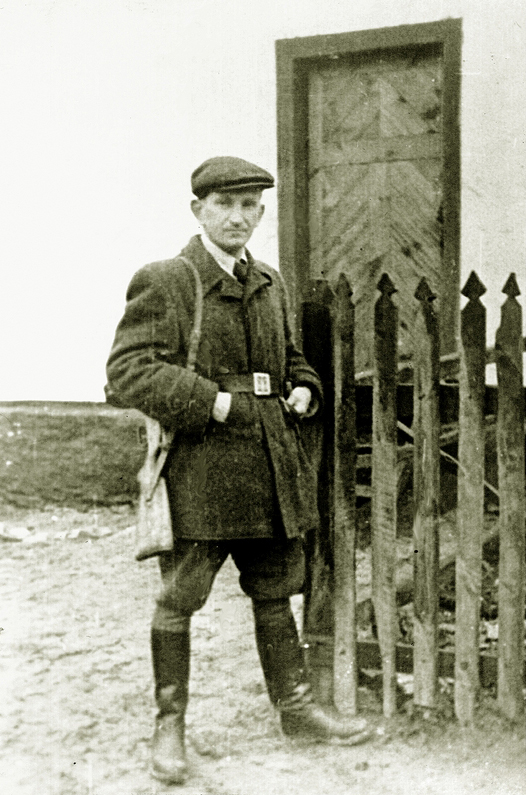
Roman Schuchewytsch (1907–1950)

- Schuchhardt, Carl (1859–1943), deutscher Prähistoriker
- Schuchhardt, Johann Heinrich Daniel Ludolf (* 1828), deutscher Maler, Kupferstecher und Radierer
- Schuchhardt, Walter-Herwig (1900–1976), deutscher Klassischer Archäologe
- Schüchler, Ulrike (* 1962), deutsche Medienkünstlerin
- Schüchlin, Hans († 1505), deutscher Maler
- Schuchmann, Burkhard (* 1942), deutscher Industriemanager
- Schuchmann, Catharina (* 1963), deutsche Drehbuchautorin und Schauspielerin
- Schuchmann, Christian (1652–1719), Stadtphysicus in Annaberg und Mitglied der Gelehrtenakademie Leopoldina
- Schuchmann, Karl-Ludwig (* 1948), deutscher Ornithologe
- Schuchmann, Margarete (1893–1991), deutsche Pianistin
- Schuchmann, Wilhelm (1858–1943), deutscher Reeder
- Schüchner, Christoph (* 1970), österreichischer Schauspieler
- Schüchner, Heinrich (1908–2006), deutscher Violoncellist
- Schüchner, Johannes (* 1986), deutscher Film- und Theaterschauspieler
- Schüchner, Michaela (* 1977), österreichische Politikerin (SPÖ)
- Schuchow, Boris Chabalowitsch (* 1947), sowjetischer Radrennfahrer, Olympiasieger im Radsport
- Schuchow, Wladimir Grigorjewitsch (1853–1939), russischer Ingenieur, Erfinder und UniversalgelehrterWladimir Grigorjewitsch Schuchow (1853–1939)

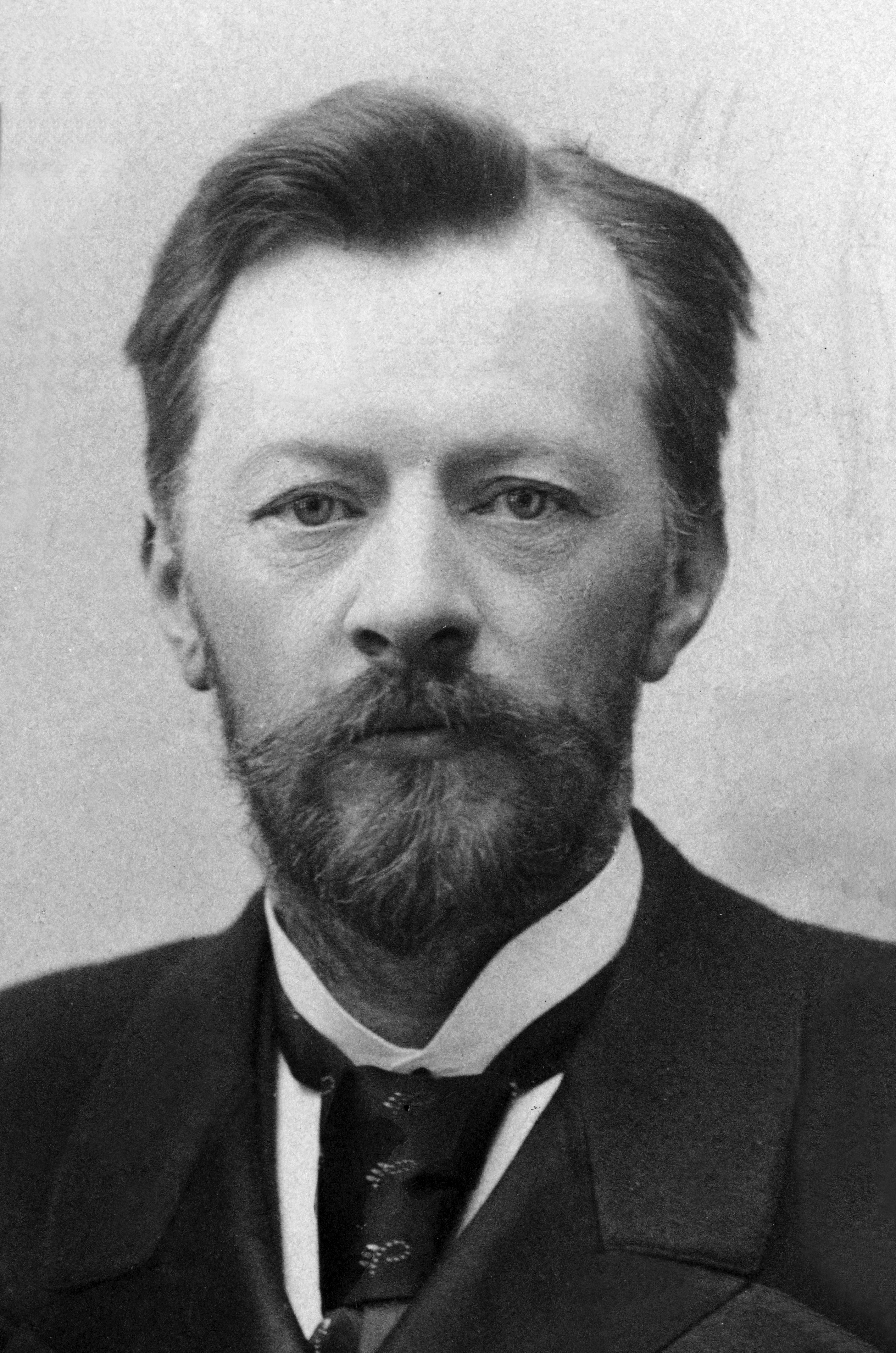
Wladimir Grigorjewitsch Schuchow (1853–1939)

- Schuchowizki, Samuil Markowitsch (1916–2016), russischer Schachspieler und -trainer
- Schucht, Friedrich (1870–1941), deutscher Hochschullehrer für Bodenkunde
- Schucht, Klaus (1930–2001), deutscher Manager und Politiker (SPD)
- Schucht, Rudolf (1910–2004), deutscher Grafiker und Maler
- Schucht, Ursula (* 1942), deutsche Schauspielerin und Hörspielsprecherin
- Schuchter, Alfons († 1934), österreichischer Bezirkshauptmann
- Schuchter, Bernd (* 1977), österreichischer Schriftsteller und Verleger
- Schuchter, Gabriele (* 1956), österreichische Film- und Theaterschauspielerin
- Schuchter, Georg (1952–2001), österreichischer Schauspieler
- Schuchter, Rafael (* 1975), österreichischer Schauspieler
- Schüchter, Wilhelm (1911–1974), deutscher Dirigent
- Schüchtermann, Heinrich (1830–1895), deutscher Unternehmer und StifterHeinrich Schüchtermann (1830–1895)

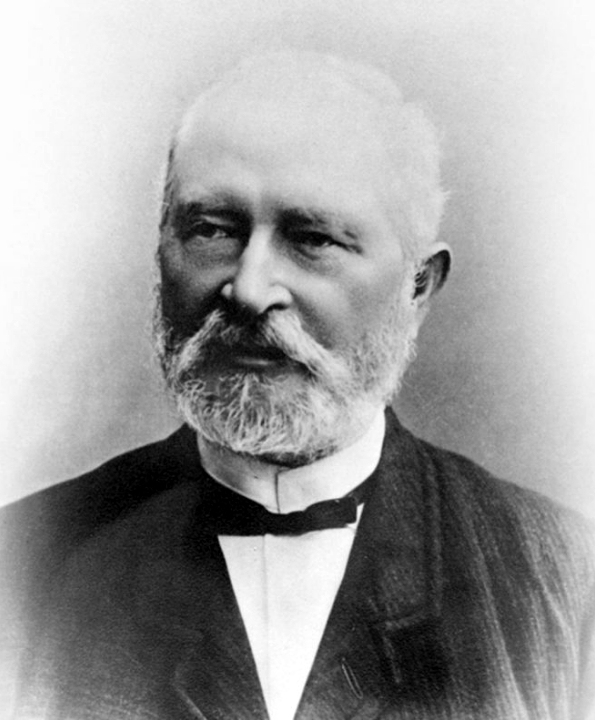
Heinrich Schüchtermann (1830–1895)

### Schuck
- Schuck, Alexander (* 1957), deutscher Kanute
- Schuck, Anett (* 1970), deutsche Kanutin
- Schuck, Christoph (* 1976), deutscher Politikwissenschaftler und Hochschullehrer
- Schuck, Doris (* 1958), deutsche Basketballspielerin
- Schück, Elisabeth (* 1848), deutsche Übersetzerin und Schriftstellerin
- Schück, Holger (1950–2009), deutscher Sportjournalist und Buchautor
- Schuck, Irene (* 1960), deutsche Autorin und Hörspielregisseurin
- Schuck, Jakob (1831–1890), deutscher Landwirt, Gutsbesitzer und Politiker (NLP), MdR
- Schück, Jo (* 1980), deutscher Journalist und Fernsehmoderator
- Schuck, John (* 1940), US-amerikanischer Schauspieler
- Schuck, Jule-Marleen (* 2000), deutsche Schauspielerin
- Schuck, Karl Dieter (* 1944), deutscher Pädagoge
- Schuck, Margarete (1861–1950), deutsche Schriftstellerin
- Schuck, Marina (* 1981), deutsche Kanutin
- Schuck, Martin (* 1961), deutscher evangelischer Pfarrer und Autor
- Schück, Mina (1816–1906), schwedische Pianistin
- Schuck, Nick Julius (* 2001), deutscher SchauspielerNick Julius Schuck (* 2001)

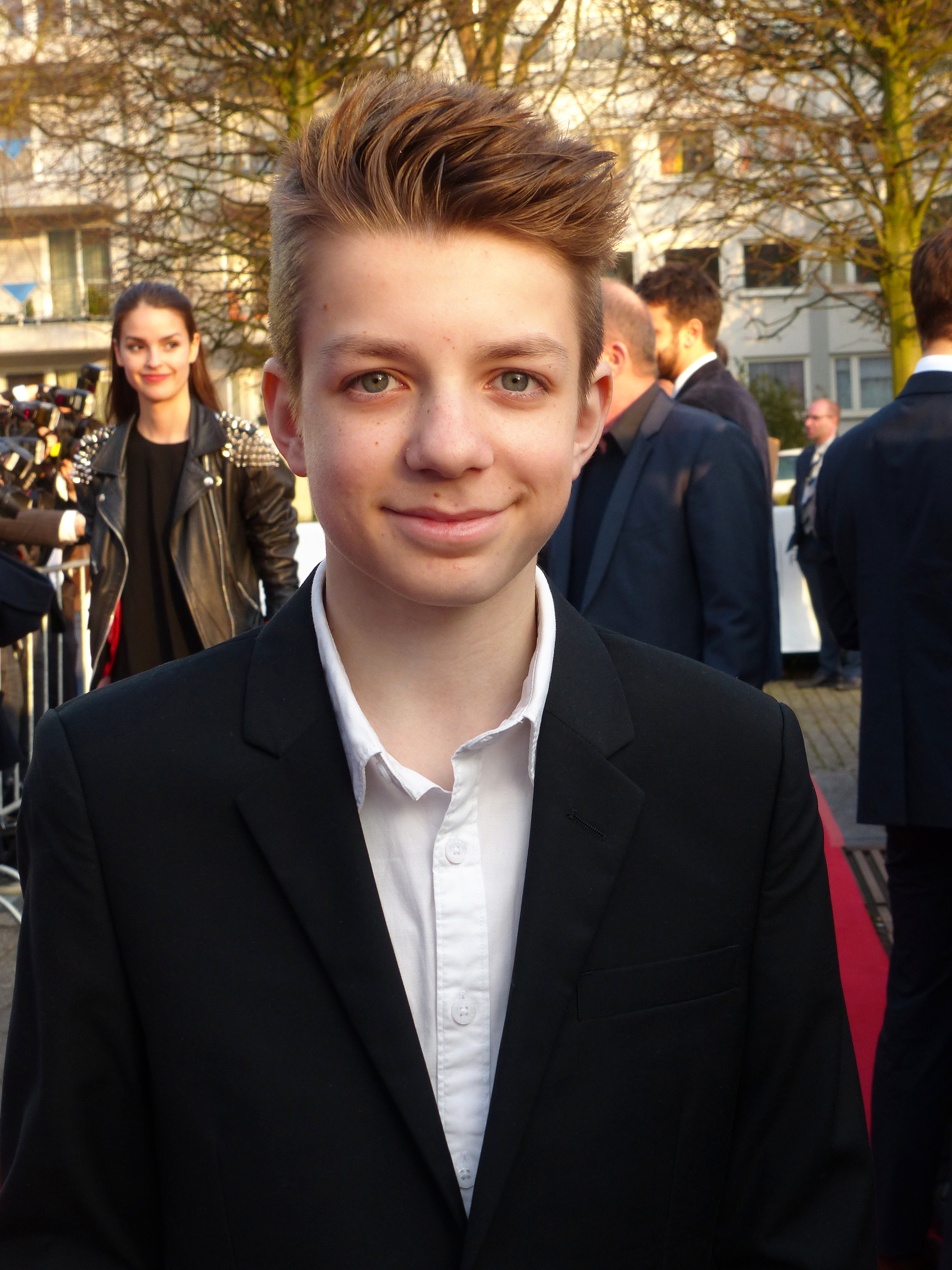
Nick Julius Schuck (* 2001)

- Schück, Peter (1811–1892), deutscher evangelischer Pfarrer und Kirchenliedautor
- Schuck, Peter (1940–2022), deutscher Physiker
- Schück, Richard (* 1859), deutscher Jurist, Kammergerichtsrat und Autor
- Schuck, Richard (1891–1914), deutscher Fußballspieler und Neurologe
- Schuck, Walter (1920–2015), deutscher Luftwaffenoffizier und Jagdflieger im Zweiten Weltkrieg
- Schuck, Werner (* 1957), deutscher Fußballspieler
- Schücke, Thomas (* 1955), deutscher Schauspieler
- Schuckel, Ignatius (1877–1935), russlanddeutscher römisch-katholischer Geistlicher und Märtyrer
- Schuckert, Sigmund (1846–1895), deutscher Elektrotechniker und Gründer der Schuckertwerke
- Schuckert, Tobias (* 1975), deutscher evangelischer Theologe, Missionswissenschaftler und Professor für Interkulturelle Theologie und Religionswissenschaft
- Schücking, Adrian (1852–1914), deutscher Arzt und Abgeordneter
- Schücking, Beate (* 1956), deutsche Medizinerin, Rektorin der Universität Leipzig
- Schücking, Christoph Bernhard (1912–2004), deutscher Jurist, Kommunalpolitiker und politischer Beamter
- Schücking, Engelbert (1926–2015), deutscher theoretischer Physiker und Astrophysiker
- Schücking, Heffa (* 1959), deutsche Biologin und Umweltaktivistin
- Schücking, Katharina Sibylla (1791–1831), westfälische Dichterin
- Schücking, Levin (1814–1883), deutscher SchriftstellerLevin Schücking (1814–1883)

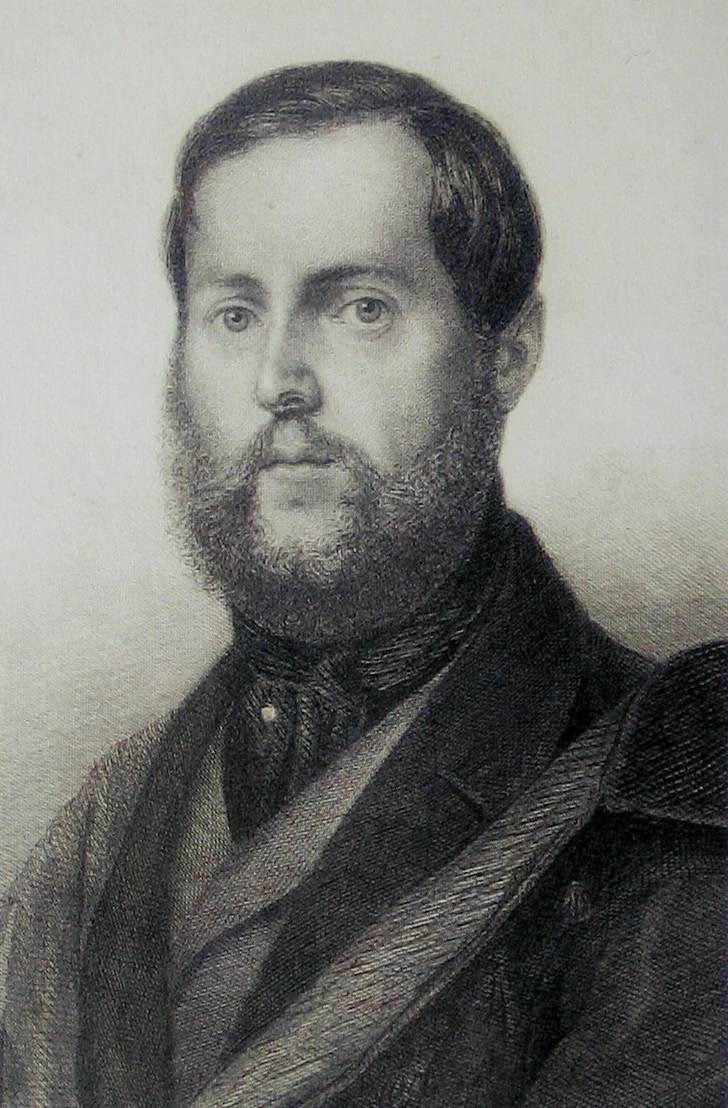
Levin Schücking (1814–1883)

- Schücking, Levin Ludwig (1878–1964), deutscher Anglist und Shakespeareforscher
- Schücking, Lothar Engelbert (1873–1943), deutscher Jurist, Schriftsteller, Politiker, Pazifist und Heimatforscher
- Schücking, Paulus Modestus (1787–1867), deutscher Richter, Amtmann, Philosoph und Literat
- Schücking, Walther (1875–1935), deutscher Politiker (DDP), MdR und Völkerrechtler
- Schücking-Homeyer, Annette (1920–2017), deutsche Richterin und Frauenrechtlerin
- Schückler, Claudia (* 1985), deutsche Handballspielerin
- Schuckmann, Bruno von (1857–1919), deutscher Jurist, kaiserlicher Gouverneur von Deutsch-Südwestafrika, Mitglied des Preußischen Abgeordnetenhauses
- Schuckmann, Friedrich von (1755–1834), preußischer Innenminister
- Schuckmann, Heinrich (1582–1656), deutscher Rechtswissenschaftler, Hochschullehrer und Rektor
- Schuckmann, Henriette von (1769–1799), schlesische Beamtentochter, Liebe von Johann Wolfgang Goethe
- Schuckmann, Hermann (1616–1686), deutscher lutherischer Theologe, Hochschullehrer und Rektor
- Schuckmann, Hugo (1611–1679), deutscher Kaufmann und Ratsherr der Hansestadt Lübeck
- Schuckmann, Hugo von (1848–1931), deutscher Vizeadmiral der Kaiserlichen Marine
- Schuckmann, Oskar von (1851–1920), deutscher Konteradmiral der Kaiserlichen Marine
- Schuckmann, Otto von (1859–1926), deutscher Verwaltungsbeamter und Rittergutsbesitzer
- Schuckmann, Wilhelm von (1785–1856), preußischer Generalmajor und Herr auf Mölln

### Schucm
- Schucman, Helen (1909–1981), US-amerikanische PsychologinHelen Schucman (1909–1981)

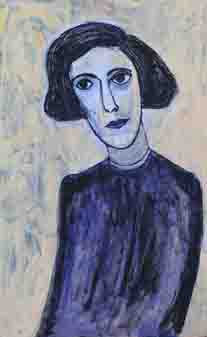
Helen Schucman (1909–1981)